# Cristianesimo in Kerala

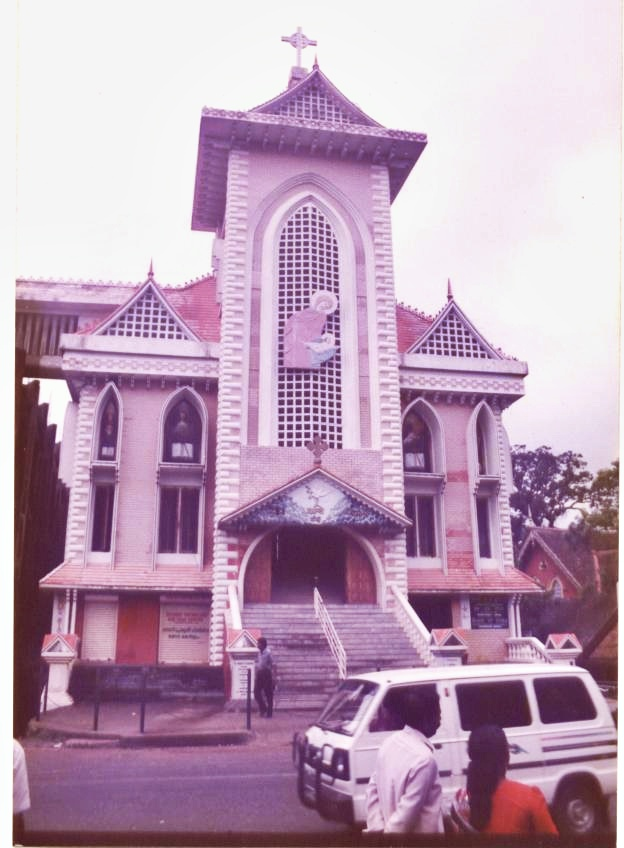
La chiesa di "Santa Maria regina della pace" a Trivandrum.

Il cristianesimo è la terza religione per numero di aderenti praticata in Kerala, rappresentando il 18% della popolazione totale in base al censimento indiano. Anche se è una minoranza, rappresenta la popolazione cristiana proporzionalmente più alta di tutta l'India. Una parte significativa dei cristiani indiani risiedono in questo stato.
Tra le denominazioni cristiane più ampie e storicamente conosciute abbiamo la chiesa dell'India del Sud facente parte della chiesa anglicana, la chiesa cattolica siro-malabarese, la Chiesa siro-malankarese Mar Thoma e la Chiesa ortodossa siriaca del Malankara.
La tradizione di origine tra i Cristiani di San Tommaso si riferisce all'arrivo di San Tommaso apostolo, uno dei 12 discepoli di Gesù, presso l'antico porto di Muziris (oggi Kodungallur, in Kerala) nel 52 d.C.